# Platythelphusa praelongata
Platythelphusa praelongata là một loài cua nước ngọt trong họ Potamonautidae.
Chúng thường được tìm thấy ở Zambia.